# Tessa ter Sluis
Tessa ter Sluis, née le 16 janvier 1995 à Sint Willebrord, est une joueuse professionnelle de squash représentant les Pays-Bas. Elle atteint en mars 2022 la 56e place mondiale sur le circuit international, son meilleur classement. Elle est championne des Pays-Bas en 2017.

## Palmarès

### Titres
- Championnats des Pays-Bas : 2017